# Worley noise
Worley noise (auch Cell Noise) ist eine Cellular-Texture-basierte Funktion, die von Steven Worley 1996 vorgestellt wurde.

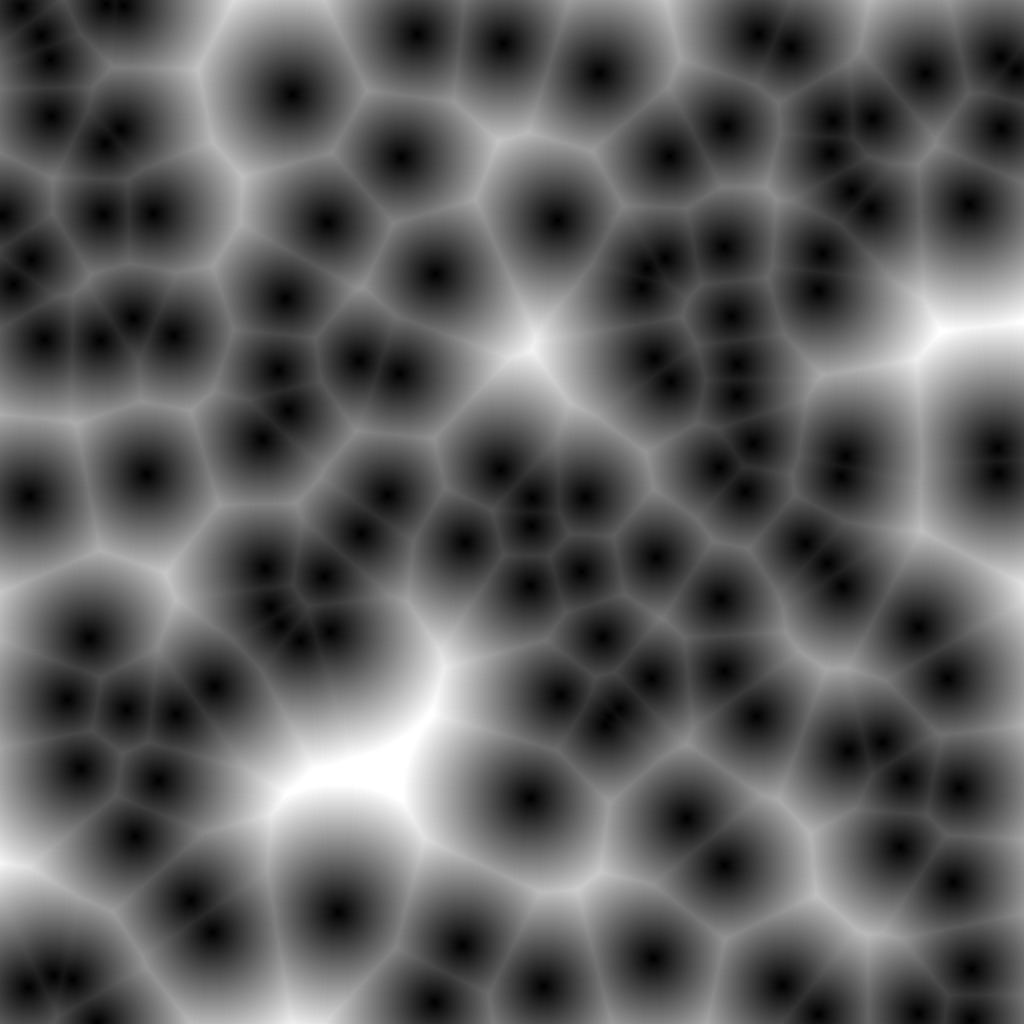
Beispielbild, generiert mit dem Worley-Noise-Basisalgorithmus

Sie wird in der Computergrafik benutzt, um Texturen wie Stein oder Wasseroberflächen zu simulieren.

## Algorithmus
- Erstelle zufällig verteilte Punkte im Raum;
- die Noise-Funktion {\displaystyle F_{n}(x)} ist die Distanz von {\displaystyle x} zum {\displaystyle n}‑t nächsten Punkt.

## Referenzen
- Steven Worley: A cellular texture basis function. In: Proceedings of the 23rd annual conference on Computer graphics and interactive techniques. ACM, 1996, ISBN 0-89791-746-4, S. 291–294 (rhythmiccanvas.com [PDF]).